# Victoria Tower (Liverpool)

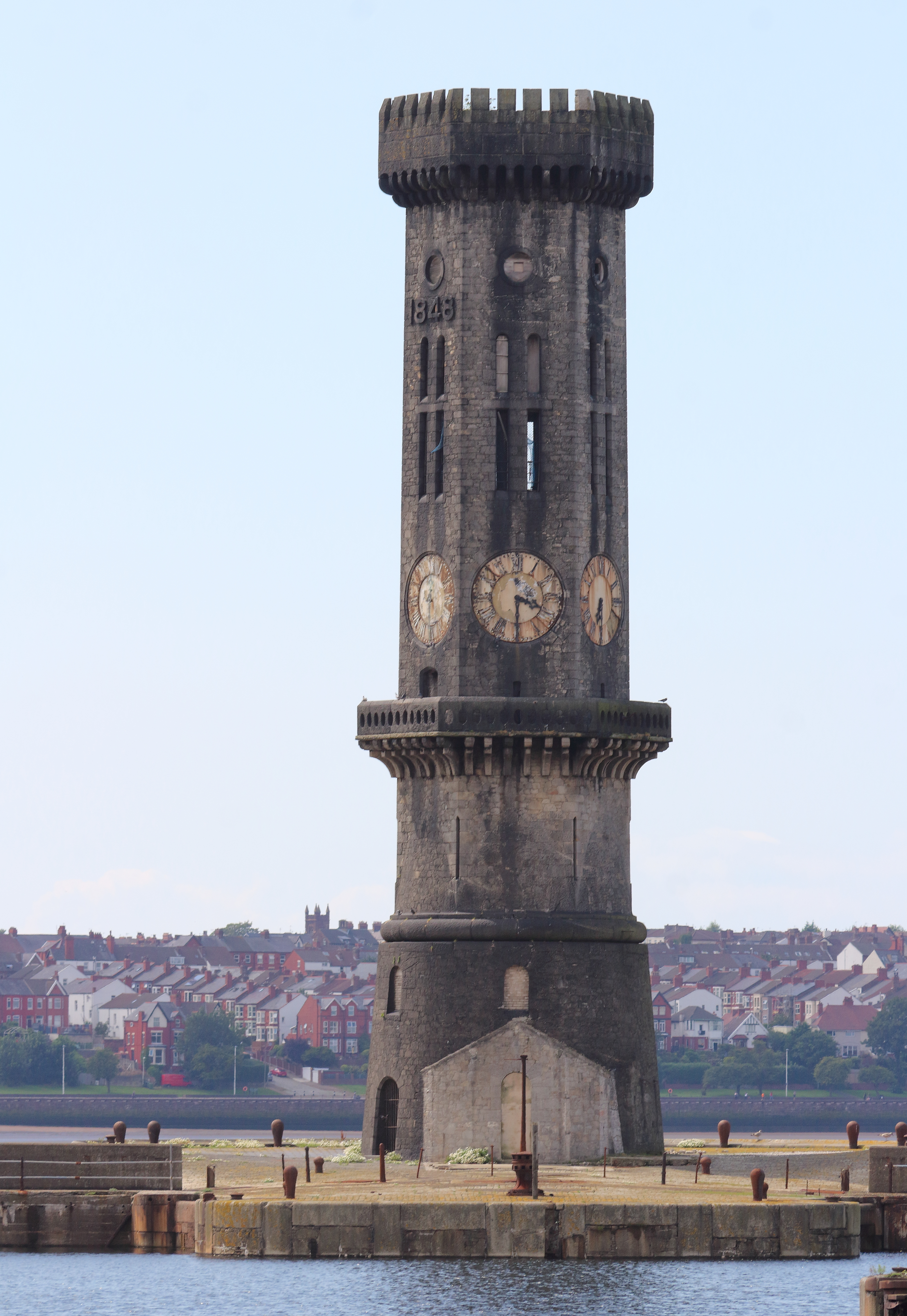
Der Victoria Tower in Liverpool

Der Victoria Tower ist ein im gotischen Stil errichteter Glockenturm in der Nähe des Salisbury Dock in Liverpool (Vereinigtes Königreich). Der Turm wurde 1848 errichtet und diente den in den Hafen einlaufenden Schiffen zur Orientierung und den auslaufenden Booten als Anzeiger für die Uhrzeit und zur Information über anstehende Wetterveränderungen. 1975 wurde der Turm als Bauwerk von herausragendem architektonischen und historischen Interesse auf die Statutory List of Buildings of Special Architectural or Historic Interest Grade II gesetzt und unter Denkmalschutz gestellt.

## Geschichte
Der Victoria Tower wurde von Jesse Hartley entworfen und in den Jahren 1847 und 1848 zur Erinnerung an die Eröffnung des Liverpooler Salisbury Dock erbaut. Das Design basiert auf früheren Entwürfen von Philip Hardwick aus dem Jahre 1846.
Der Turm zeigte den aus dem Hafen auslaufenden Schiffen nicht nur die korrekte Zeit an, sondern informierte auch über anstehende Wetterwechsel, über die Gezeiten und Nebel.

## Victoria Tower heute
Auch der Victoria Tower litt unter dem Niedergang der Schifffahrt in Liverpool und damit auch der Dockanlagen. Wind und Wetter haben deutliche Spuren an dem Bauwerk hinterlassen. Das Dach ist beschädigt und das Gebäude ist in großen Teilen von Kletterpflanzen überwuchert. Im April 2010 gab Peel Holdings, die Eigentümerin des Victoria Tower, die Restaurierung des Turms und der Dockanlagen bekannt. Die Arbeiten sind Teil des 5.5 Mrd. £ Rettungsprogramms Liverpool Waters dessen Ziel die Erhaltung der Liverpooler Hafenanlagen ist.

## Design
Hartleys Design war inspiriert von der Architektur der Schlösser im deutschen Rheintal. Besonders deutlich ist dies an den eingeschnittenen Schießscharten zu erkennen. Zudem wurden für den Bau graue Naturblöcke aus Granitstein verwendet, ein Material, das in vielen von Hartleys Entwürfen Verwendung fand.